# Småtärna
Småtärna (Sternula albifrons) är den minsta fågeln i familjen måsfåglar (Laridae). Fågeln utmärker sig förutom sin lilla storlek på i häckningsdräkt svart hjässa med vit panna samt gul näbb med svart spets. Den har en vid utbredning och förekommer vid kusttrakter i både Afrika, Europa, Asien och Australien samt på öar i Stilla havet. Den närbesläktade arten amerikansk småtärna liksom persisk småtärna som förekommer kring Indiska oceanen behandlades tidigare som en del av småtärnan.

## Utseende och läten
Småtärnan är en mycket liten tärna, den minsta arten inom familjen måsfåglar. Den adulta småtärnan väger i genomsnitt 45 gram, är 21–25 centimeter lång och har ett vingspann på 41–47 cm. Den har långa smala vingar, mycket snabba vingslag och en lång smal näbb. Adult fågel i sommardräkt har en gul näbb med svart spets, orangegula ben, svart hjässa och svart ögonmask. Mellan den svarta hjässan och ögonmasken finns en smal vit kil i pannan.
I vinterdräkt har den svart näbb, benen mindre färgstarka och stora delar av den svarta ögonmasken är borta tillsammans med det främre svarta på hjässan vilket gör att den är mycket vitare i ansiktet i vinterdräkt. Lätena är skarpt och orent: "kr'rit". Ett snabbt tjattrande "kerre-kit kerre-kit kerre-kit..." fungerar både som spel- och varningsläte.
Närbesläktade persisk småtärna, tidigare behandlad som en underart, skiljer sig från småtärna genom en mer rundad vit pannfläck så att den saknar ögonbrynsstreck, kortare och mörkare ben, bredare svart kant på handpennorna samt grå övergump och stjärtmitt. Att skilja dem åt i ungfågelsdräkt och vinterdräkt är mycket svårt, möjligen är persisk småtärna mörkare grå ovan samt en mörk kant på armpennorna.
Även den amerikanska småtärnan har grå stjärt och övergump. Båda arterna har också avvikande läten, där amerikanska småtärnans är gnissligare och persisk småtärna mer påminner om fisktärnan.

## Utbredning och systematik

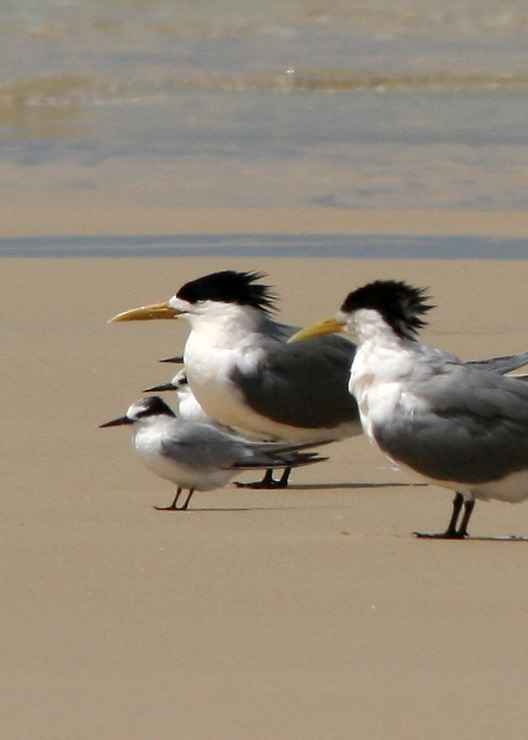
Småtärna i vinterdräkt tillsammans med tofstärna.

Småtärnan häckar i Afrika, Europa, Asien, Australien och på öar i Stilla havet. Merparten av världspopulationen är flyttfåglar. Den delas upp i fyra till sex underarter med följande utbredning:
- vanlig småtärna[8] Sternula albifrons albifrons – häckar i Europa (inklusive Marockos atlantkust och Nordafrikas kust mot Medelhavet[9]) och västra Asien samt i områden i västra Indiska oceanen
- Sternula albifrons guineae (Bannerman 1931) – häckar från Ghana till Gabon, marginellt även i Senegal och Mauretanien[9]
- Sternula albifrons innominata – häckar på öar i Persiska viken
- Sternula albifrons sinensis (Gmelin 1789)  – stannfågel i norra Indien och Sri Lanka österut till sydöstra Asien, Filippinerna och norra Australien. Häckar även i sydöstra Sibirien och Japan söderut till sydöstra Kina, övervintrande i ett område från Nya Guinea och Australien. Nyligen gjorda häckningsfynd i Mikronesien (Saipan) och österut mot Hawaii troligen denna underart, liksom fåglar funna på Niu Briten och i Salomonöarna (Bougainville och möjligen Santa Isabel Island)
- Sternula albifrons placens – häckar i östra Australien och på östra Tasmanien

Underarterna innominata och placens inkluderas ofta i albifrons respektive sinensis.
Till ganska nyligen räknades den närbesläktade amerikansk småtärna (Sternula antillarum) som en underart till småtärna. Den kategoriseras idag som en egen art som i sin tur delas upp i fyra underarter. Likaså persisk småtärna (Sternula saundersi), som häckar från Röda havet till Indien och Sri Lanka, kategoriserades tidigare som underart men behandlas idag som en god art.

### Förekomst i Sverige
I Sverige häckar den i Skåne, på Västkusten, Öland och Gotland och längst norrut i Bottenviken. Den svenska populationen övervintrar i Afrika. Småtärnan var den första fågelarten i Sverige som blev fridlyst, vilket skedde 1912 i Skåne.

### Släktestillhörighet

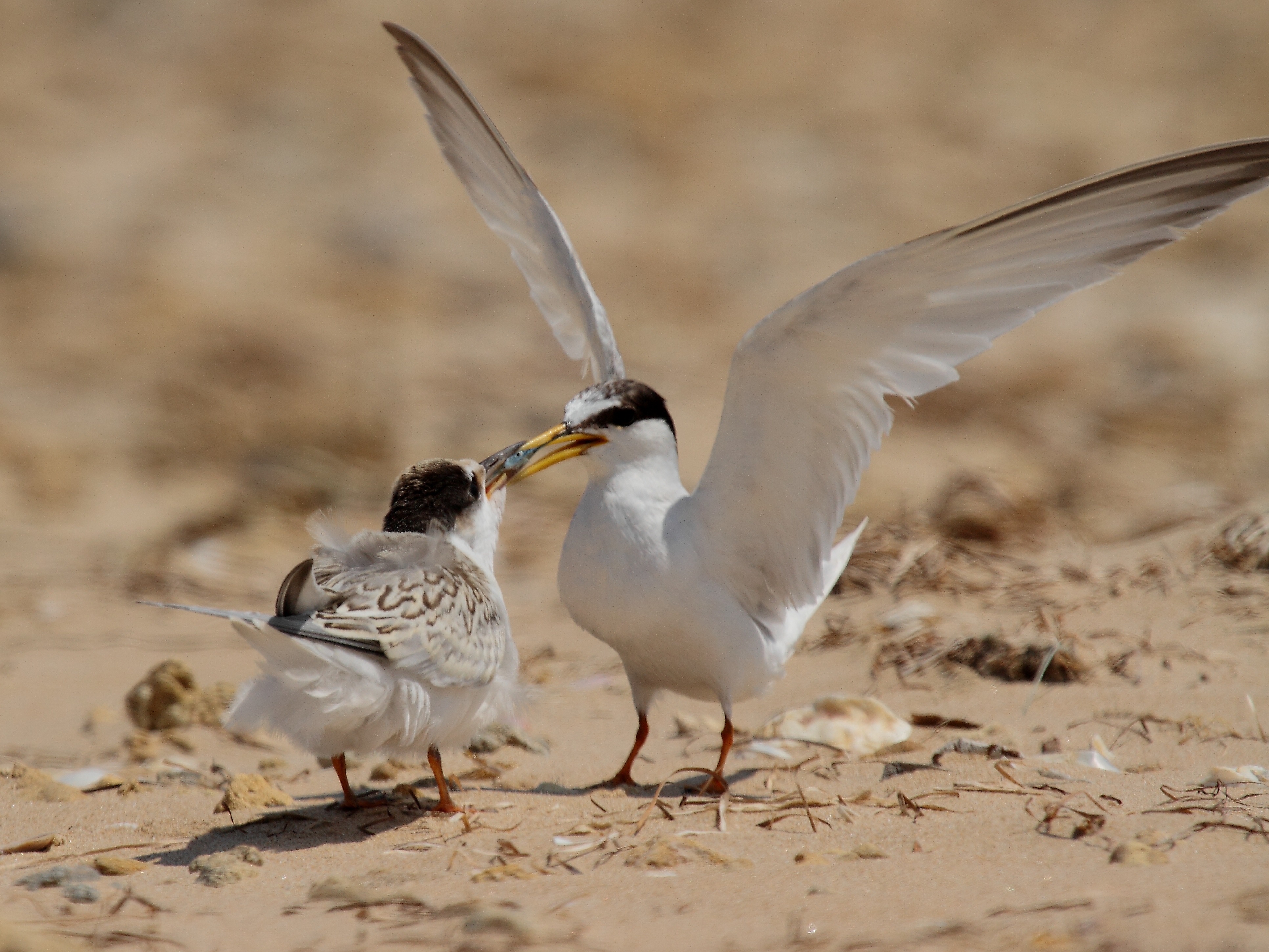
Småtärna matar sin unge.

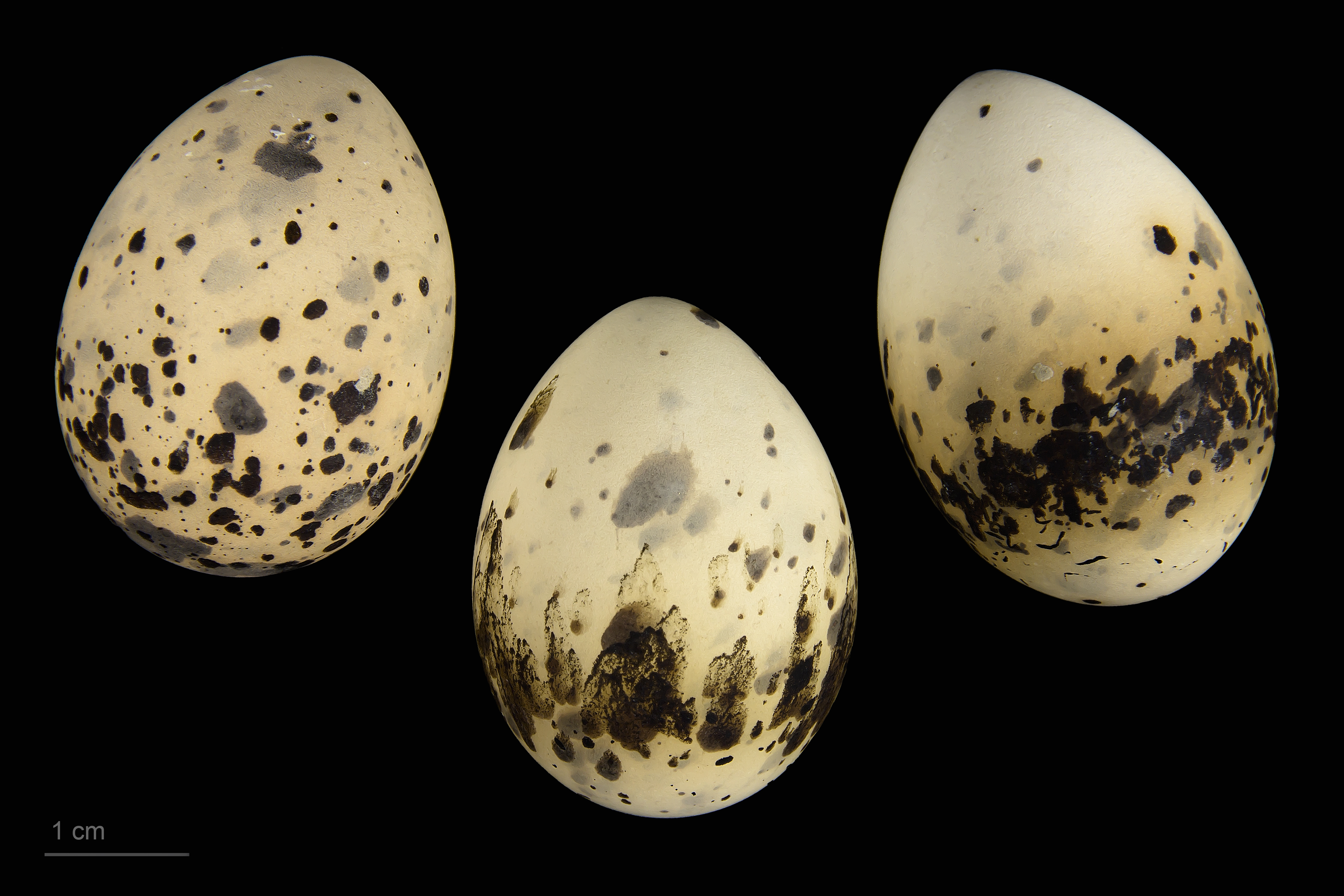
Ägg av nominatformen S. a. albifrons.

Tärnorna i Sternula fördes tidigare till Sterna men DNA-studier visar att de är avlägset släkt, varför de numera urskiljs i ett eget släkte.

## Ekologi
Småtärnan lever på sandstränder och bankar vid stora floder. Boet består av en liten grop i marken. Där läggs upp till tre ägg. Efter 21 dagar kläcks de och ungarna, som är borymmare, lämnar sedan boet inom ett dygn. De blir flygfärdiga efter tre veckor, men fortsätter att bli matade av föräldrarna en vecka till, tills de själva kan fiska genom att göra störtdykningar. Småtärnan söker föda vid kusten, men även i långsamt flytande floder. Födan består av små fiskar, kräftdjur, musslor, snäckor och insekter.

## Hot och status
Småtärnans utbredningsområde är mycket stort och dess globala population är stor. Trots att dess utvecklingstrend är negativ så bedöms den inte som hotad och IUCN kategoriserar den som livskraftig (LC). Vissa länders populationer är dock hotade. I Sverige listades den som sårbar (VU) på 2015 års rödlista, men har efter förnyad kunskap om beståndet nedgraderats till nära hotad 2020. Beståndet i Sverige tros idag bestå av 1260 reproduktiva individer, medan det europeiska beståndet beräknades vid 2000-talets inledning till minst 35 000 par. Världspopulationen uppskattades 2015 till 190 000–410 000 individer.

## Namn
Småtärnans vetenskapliga artnamn abifrons betyder "vitpannad", efter latinets albus ("vit") och frons ("panna").